# Leo TV
Leo TV – pierwszy czeski kanał erotyczny.
Kanał wystartował 4 lipca 2008, jako pierwsza czeska legalna telewizja erotyczna. Leo TV nadaje codziennie w godzinach 22:00 – 6:00. Pod koniec 2007 roku spółka PK 62 rozpoczęła przygotowania do uruchomienia kanału. Test nadawania rozpoczął się 16 kwietnia 2008 roku.
Stacja nadaje na satelicie Astra 1E (23,5°E) w systemie Cryptoworks. Program dostępny jest na platformach cyfrowych CS Link i Skylink, ale także w sieciach kablowych i IPTV.